# Сарлинское сельское поселение
Сарлинское се́льское поселе́ние — муниципальное образование в Азнакаевском районе Татарстана Российской Федерации.
Административный центр — село Сарлы.

## География
Граничит с Вахитовским, Верхнестярлинским, Учаллинским и Тумутукским сельскими поселениями, Республикой Башкортостан.

## История
Статус и границы сельского поселения установлены Законом Республики Татарстан от 31 января 2005 года № 48-ЗРТ «Об установлении границ территорий и статусе муниципального образования "Азнакаевский муниципальный район" и муниципальных образований в его составе».

## Население
| 2010 | 2011 | 2012 | 2013 | 2014 | 2015 | 2016 |
| ---- | ---- | ---- | ---- | ---- | ---- | ---- |
| 925  | ↘922 | ↘901 | ↘881 | ↘868 | ↘847 | ↘835 |
| 2017 | 2018 | 2019 | 2020 |      |      |      |
| ↘804 | ↘797 | ↘780 | ↘752 |      |      |      |

## Состав сельского поселения
| № | Населённый пункт | Тип населённого пункта       | Население |
| - | ---------------- | ---------------------------- | --------- |
| 1 | Буляк            | село                         |           |
| 2 | Сарлы            | село, административный центр | ↘335      |
| 3 | Суюндук          | деревня                      |           |